# TVP23B
TVP23B (англ. Trans-golgi network vesicle protein 23 homolog B) – білок, який кодується однойменним геном, розташованим у людей на короткому плечі 17-ї хромосоми. Довжина поліпептидного ланцюга білка становить 205 амінокислот, а молекулярна маса — 23 576.
| 10         |  | 20         |  | 30         |  | 40         |  | 50         |
| ---------- |  | ---------- |  | ---------- |  | ---------- |  | ---------- |
| MLQQDSNDDT |  | EDVSLFDAEE |  | ETTNRPRKAK |  | IRHPVASFFH |  | LFFRVSAIIV |
| YLLCGLLSSS |  | FITCMVTIIL |  | LLSCDFWAVK |  | NVTGRLMVGL |  | RWWNHIDEDG |
| KSHWVFESRK |  | ESSQENKTVS |  | EAESRIFWLG |  | LIACPVLWVI |  | FAFSALFSFR |
| VKWLAVVIMG |  | VVLQGANLYG |  | YIRCKVRSRK |  | HLTSMATSYF |  | GKQFLRQNTG |
| DDQTS      |  |            |  |            |  |            |  |            |

A: Аланін

C: Цистеїн

D: Аспарагінова кислота

E: Глутамінова кислота

F: Фенілаланін

G: Гліцин

H: Гістидин

I: Ізолейцин

K: Лізин

L: Лейцин

M: Метіонін

N: Аспарагін

P: Пролін

Q: Глутамін

R: Аргінін

S: Серин

T: Треонін

V: Валін

W: Триптофан

Задіяний у такому біологічному процесі, як ацетилювання. 
Локалізований у мембрані.